# Алгабас (Аксуатський район)
Алгаба́с (каз. Алғабас) — село у складі Аксуатського району Абайської області Казахстану. Входить до складу Кіндіктинського сільського округу.
Населення — 62 особи (2021; 124 у 2009, 183 у 1999, 260 у 1989).
Національний склад станом на 1989 рік:
- казахи — 100 %